# 通渭県
通渭県（つうい-けん）は中華人民共和国甘粛省定西市に位置する県。県人民政府の所在地は平襄鎮。

## 行政区画
14鎮、4郷を管轄：
- 鎮：平襄鎮、馬営鎮、鶏川鎮、榜羅鎮、常家河鎮、義崗川鎮、隴陽鎮、隴山鎮、隴川鎮、碧玉鎮、襄南鎮、什川鎮、華家嶺鎮、北城鋪鎮
- 郷：新景郷、李家店郷、第三鋪郷、寺子川郷

## 交通

### 鉄道
- 中国鉄路総公司
  - 徐蘭旅客専用線

（蘭州方面）- 通渭駅 -（西安方面）